# Исландская архитектура

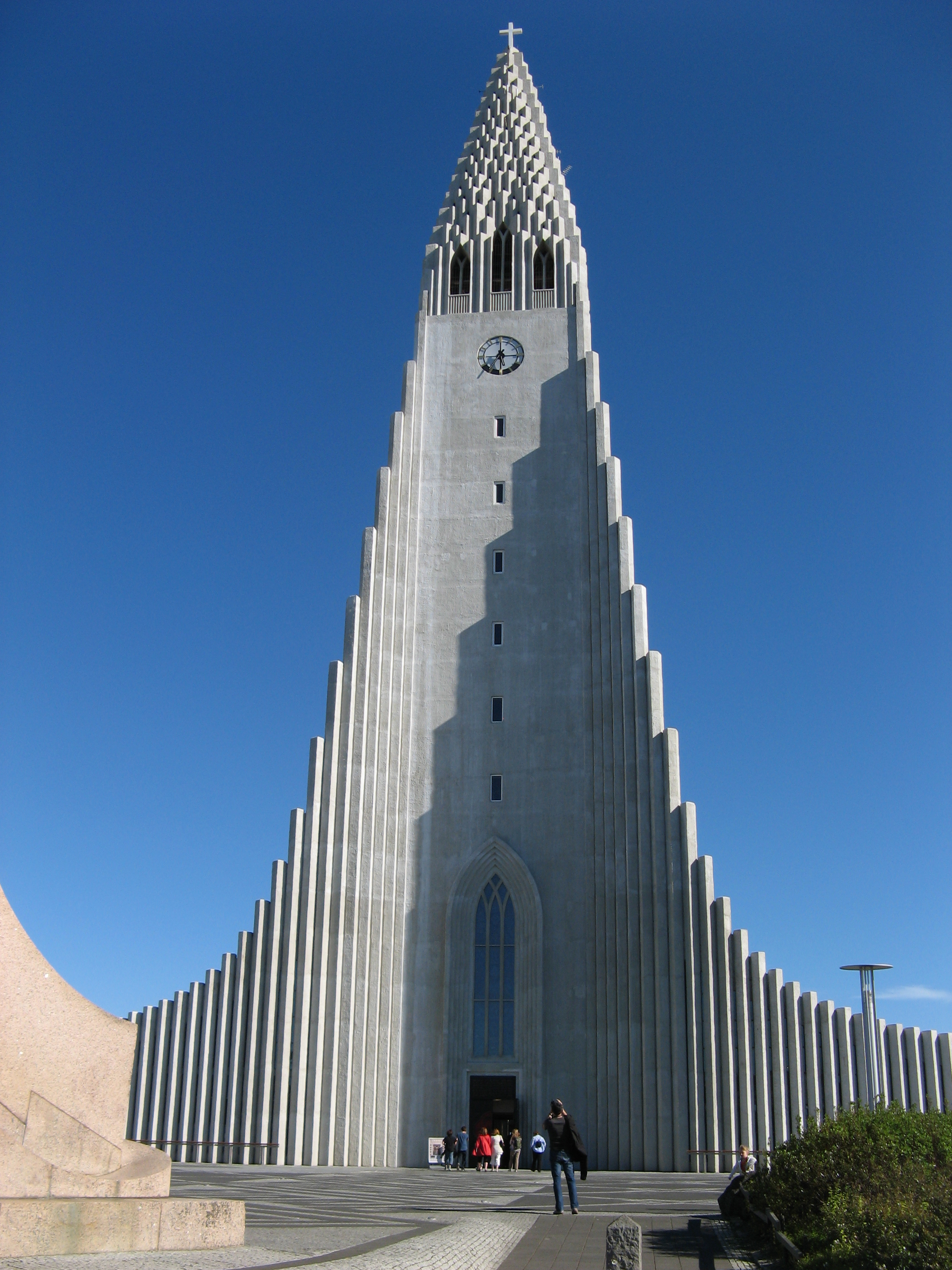
Хадльгримскиркья в Рейкьявике

Архитектура Исландии — совокупность традиций строительства и архитектуры в Исландии в период с начала заселения её викингами по XXI век включительно. 
Исландская архитектура испокон веков развивалась под влиянием стран Скандинавии. Из-за того, что на острове практически не было дерева, первыми исландскими домами были хижины, покрытые травой и дёрном. Позже, швейцарский стиль шале стал доминирующим в Исландии, поскольку многие деревянные здания были построены в этом стиле. После прихода в страну функционализма, камень и бетон стали главными строительными материалами. В настоящее время стили сильно различаются по всей стране.
Архитектура Исландии в основном малоэтажна, с большим количеством низких башен и двух- или трёхэтажных зданий со скатными крышами. Жилые дома и некоторые муниципальные здания традиционно имели деревянные каркасы и были обшиты деревянными досками или гофрированным металлом. Также, они часто были окрашены в яркие цвета.

## Дерновые дома

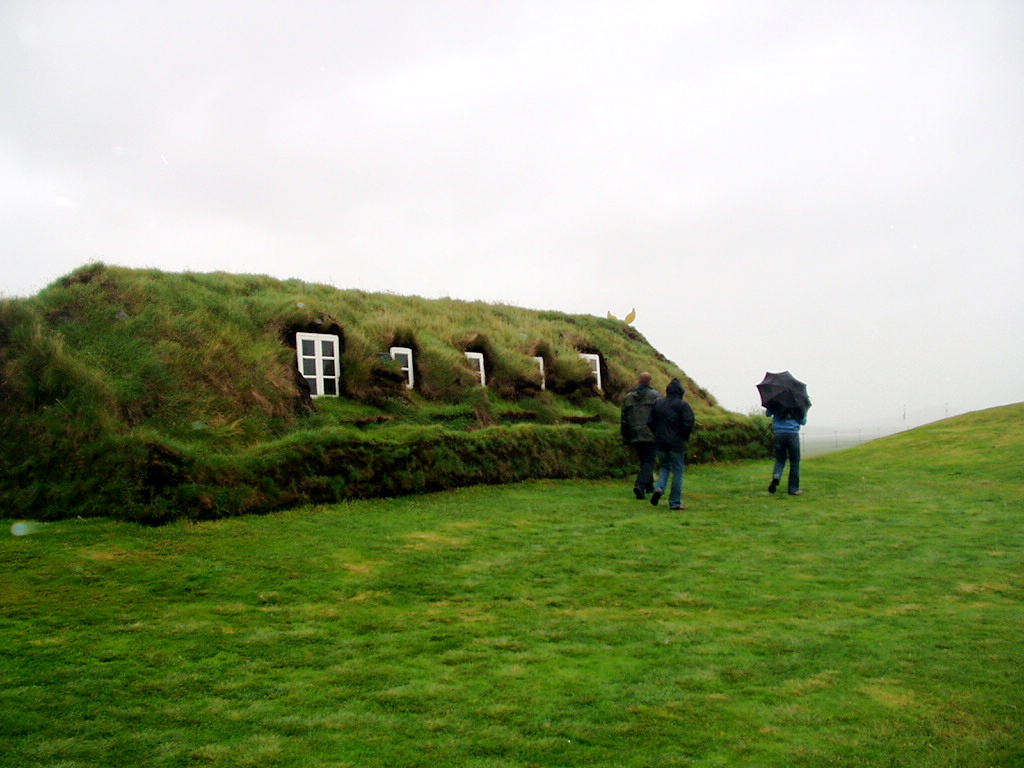
Дом Глаумбер в Музее народного творчества Скагафьордюр. Вид сбоку.

Первые исландские дерновые дома, построенные викингами с западного побережья Норвегии, были похожи на длинные дома викингов соответственно (исл. langhús). Стены из дёрна имели деревянный каркас, обшитый панелями, а крыша опиралась на два ряда столбов, разделяющих внутреннее пространство. Главная комната дома (исл. skáli) состояла из очага и двух платформ (исл. set). Похожие длинные дома были не только в Исландии и Скандинавии, но и в Гренландии, на Фарерских островах и на островах недалеко от Шотландии.
Позже, в домах появилось дополнительное жилое пространство (исл. stofa) и небольшие пристройки. Подобная планировка также включала в себя кладовую и туалет. С годами, планировка становилась раздельной, и в конце концов, стала включать в себя сауну (исл. baðstofa), но из-за холодного исландского климата, спальное пространство пришлось вновь объединить с сауной. 
Дизайн эволюционировал, поскольку вход был перемещён в пространство между гостиной и главной комнатой; все комнаты в доме стали соединены центральным проходом. Возможно, это также было ответом на ухудшение климата, и поскольку поставки древесины истощились, люди вернулись к жизни в однокомнатной планировке.
Около 1791 года, под влиянием датского правительства, Гюдлёйгюр Свейнссон предложил конструкцию с фронтоном (исл. burstabær), которая была предназначена для южных областей Исландии. Примером такого дома является фермерский дом Глаумбер в Музее народного творчества Скагафьордюр.
В начале XX века дизайн дерновых домов всё ещё развивался, появились такие дополнения, как деревянное крыльцо у главного входа (исл. framhús), но  уже с середины того же века подобные дома в Исландии не строятся. 
Существуют некоторые доказательства, позволяющие предположить кельтское влияние в ранней исландской архитектуре в виде круглых каменных домов и хозяйственных зданий.

## Каменные здания
В XVIII веке было возведено множество высококачественных каменных зданий, первым из которых был дом в Видейе, полностью выполненный из камня. Каменные здания были одними из первых зданий в Исландии, построенных архитекторами из Дании, поскольку предназначались для датских властей. Мастера, участвовавшие в их строительстве, также были, по большей части, датчанами. Исландские каменные здания этого периода были похожи на датские, за исключением использования древесины для облицовки крыш вместо сланца. Строительство подобных сооружений было очень дорогим и поэтому из камня строили многие правительственные здания, такие как Бессастадир (президентская резиденция) и Альтингисхюсид в Рейкьявике. Многие исландцы освоили ремесло каменщика в период популярности каменного строительства, что привело к строительству множества каменных домов, которые имитировали дизайн исландских домов из дёрна. 

## Церкви

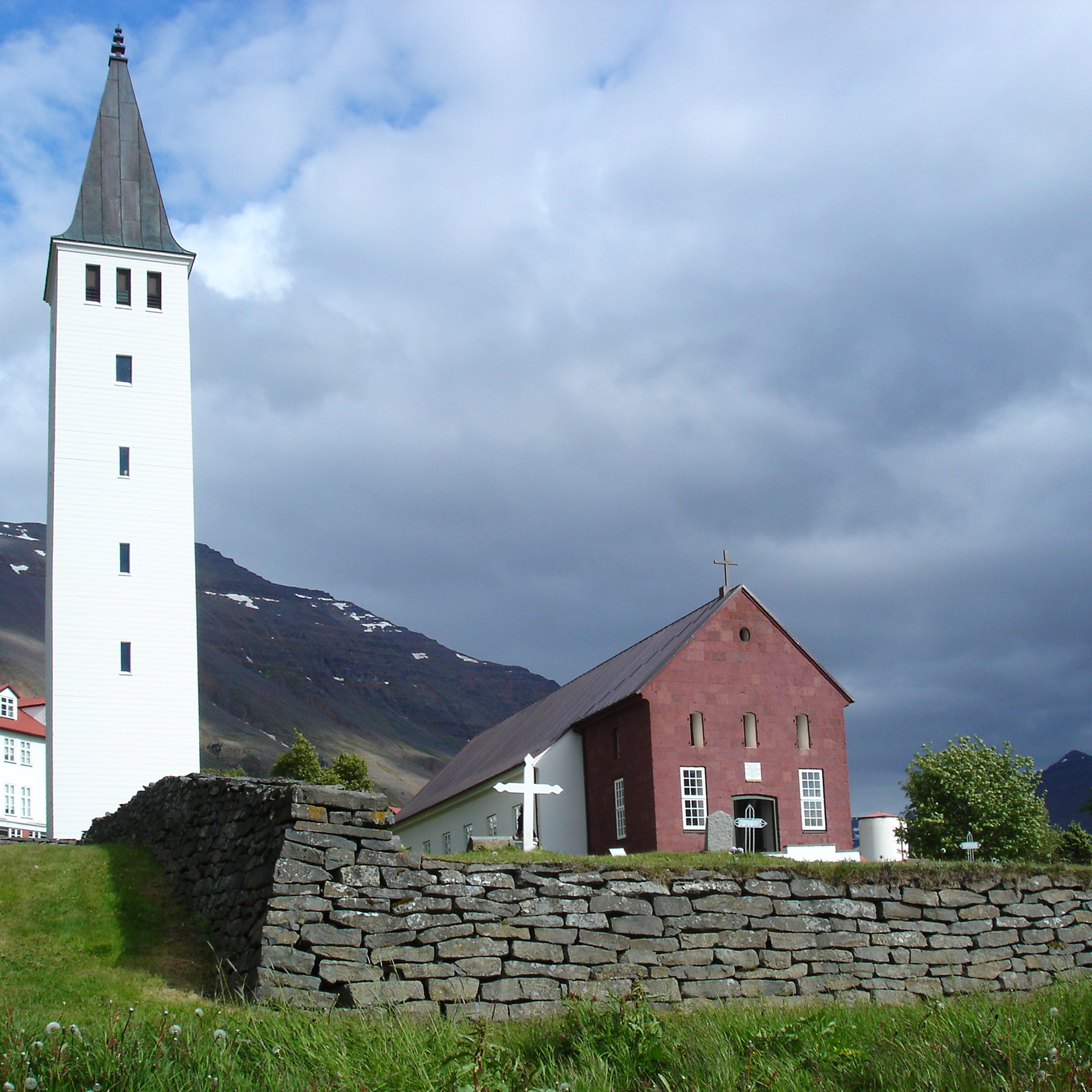
Хоулакиркья в Хоуларе, самая большая каменная церковь Исландии

С приходом христианства в Исландию в 1000 году нашей эры началось строительство многочисленных церквей. Большинство из них, вероятно, были построены из дёрна, но также были многочисленные церкви с деревянным каркасом, многие из которых не сохранились до наших дней. Первые каменные церкви появились примерно в XVIII веке, довольно поздно, учитывая значительную нехватку древесины на острове.
В восточной, самой старой части Рейкьявика, находилась церковь Сколавёрдюхол, построенная в стиле романтизма, ранее популярного стиля в Скандинавии. Она была спроектирована Гвюдьоуном Самуельссоном, построена в виде греческого креста и имела купол. В западной части города была церковь Ландакотскиркья, построенная в неоготическом стиле. Она также была спроектирована Гвюдьоуном Самуельссоном. В начале XX века, Ландакотскиркья была самой большой церковью в Исландии. В 1929 году, Йоун Хельгасон, епископ Исландии, провёл конкурс на проект церкви Хадльгримскиркья, которая должна была быть построена там, где когда-то находился Сколавёрдюхол. Победителем конкурса стал Аугуст Паулссон.

## Урбанизация

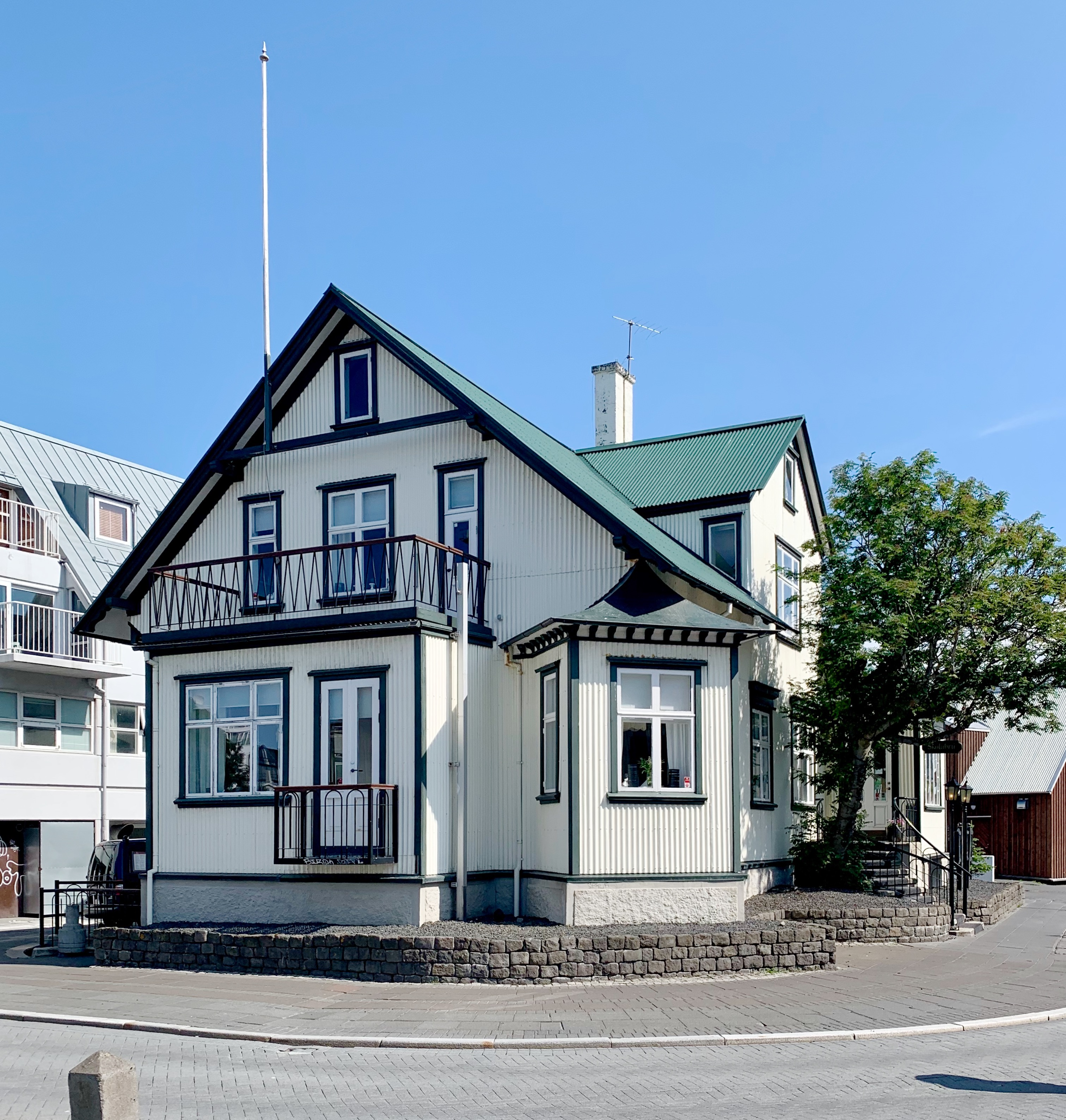
Дом в Рейкьявике с типичной обшивкой из гофрированного металла.

Урбанизация началась в XVIII веке, когда датские купцы создали для себя постоянные торговые посты. Древесина для строительства жилых и коммерческих помещений в основном была импортной. Исландские каркасные здания имели высокие скатные крыши и низкие стены, и они были просмолены снаружи.
С движением, посвящённым независимости Исландии от Дании и появлением свободной торговли, на острове появились более разнообразные архитектурные стили и влияния. Классическое влияние можно увидеть в деревянных зданиях 19 века, так как они часто были двухэтажными и имели высокие стены. Такие детали, как расположение окон в здании, также черпали вдохновение из классических традиций. Несколько зданий, построенных таким образом, сохранились до сих пор.
С наступлением XX-го века швейцарский стиль шале был принесён в Исландию под влиянием Норвегии. Сборные дома были возведены в поселениях в Эйстюрланде и Вестфирдире. Такие здания, как правило, были выше и с большими окнами, в отличие от более ранних исландских построек. Примечательными особенностями подобных домов были фризы над дверями и окнами, а также карнизы, которые выступали над стенами. Зародилось характерное использование гофрированного железа, импортированного из Англии, вместо внешней облицовки. Швейцарский стиль шале был доминирующим  в исландской архитектуре в начале XX-го века.
Однако, использование древесины было запрещено в городских районах после крупных пожаров в Рейкьявике и Акюрейри примерно в это же время.
Бетон впервые был использован в больших масштабах в качестве строительного материала в этот период и стал чрезвычайно популярным как простой и экономичный строительный материал. С появлением бетона появился первый квалифицированный исландский архитектор, Рёгнвальдур Оулафссон, который сначала проектировал в стиле швейцарского шале, но вскоре перешёл к работе с бетоном. Его первые работы из бетона очень напоминали каменные здания более ранних времён.
Начали появляться характерные городские здания, такие как Эйстюрстрайти 16, которые представляли собой бетонные конструкции. Гвюдьоун Самуельссон стал ведущим исландским архитектором того времени. Ссылаясь на традиционные исландские архитектурные стили, он возродил дизайн дома с фронтоном. Это влияние можно увидеть, например, в здании Национального театра Исландии. Гвюдьоун Самуельссон также был проектировщиком Хадльгримскиркья, одного из самых высоких сооружений в Исландии.

## Современная архитектура
Функционализм пришёл в Исландию в 1930-х годах. Примечательно, что данный архитектурный стиль не был встречен с большим количеством споров, как в других странах в то время. Ранние здания в стиле функционализм в стране напоминали здания в континентальной Европе, но их отличительной чертой была традиционная внутренняя планировка. Здания были построены с использованием местных минералов и раковин в качестве украшения. После Второй мировой войны появились более крупные дома с более высокими крышами, с различными декоративными элементами, показывающими отход от функционализма.
Следующей волной архитектурного стиля стал модернизм, появившийся после обретения страной независимости от Дании. Архитекторы создали модернистские здания с низкими крышами, большими окнами и гладкими пространствами. Модернистская архитектура вдобавок к этому предписывала модернистский интерьер, и поэтому в Исландии появилась мощная мебельная промышленность. Новые строительные технологии привели к строительству бетонных высотных зданий в Рейкьявике.
В дополнение к появлению новых стилей и влияний, возникло стремление к сохранению существующих старых зданий, а также возник интерес к традиционным ремёслам. В это время появилась критика современной исландской архитектуры, которая указывала на энергозатратные проекты и опиралась на традиционные методы строительства, такие как крутые скатные крыши, чтобы найти решения.